# 东部高地站
东部高地站（英語：Orient Heights station）是波士顿地铁蓝线无障碍车站，车站位于麻薩諸塞州东波士顿本宁顿街1000号，服务于东部高地社区。车站曾经为波士顿里维尔海滩及林恩铁路车站，后于1952年重建成为地铁站。2013年3月，车站再次重建，与同年11月26日重新开放。
东部高地站作为该社区最主要的地铁站，可以换乘多条公交。东部高地车辆厂在本车站北方，蓝线工作人员通常在此站报告工作。

## 历史

### 波士顿里维尔海滩及林恩铁路时期

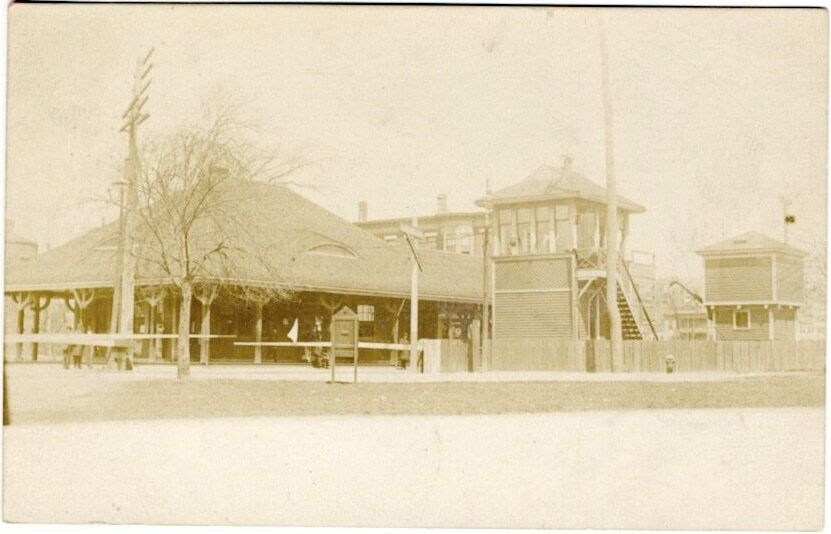
约1901-1907的明信片上印有东部高地站及信号塔

1875年7月29日，波士顿里维尔及林恩铁路 (BRB&L)又称 “窄軌”铁路正式开通，列车往返与东波士顿区和马萨诸塞州林恩市，并在此设立了东部站。随后被温思罗普站取代。
随后的几十年内，车站名频繁变更，最终与1892年改回东部高地站。
1928年，铁路电气化改造完成，车站也改造成拥有预检票候车区的结构，与现代地铁站相类似。受大萧条影响，1940年1月27日，波士顿、里维尔海滩及林恩铁路正式停运。

### 马萨诸塞湾交通局时期

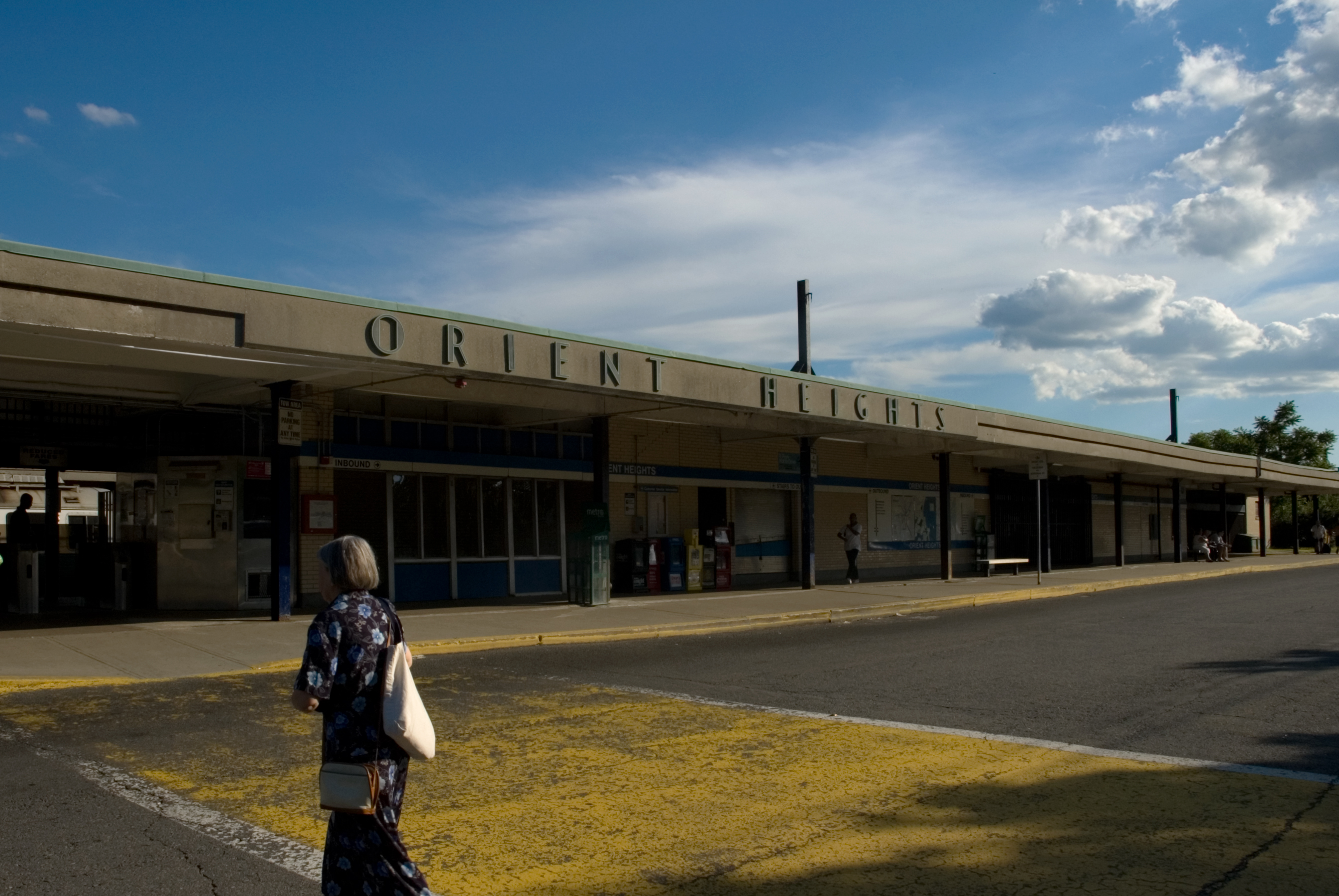
1952年建造的车站（2006年）

1941年，波士顿高架铁路公司收购部分铁路使用权，计划利用废弃铁轨开通类似阿什蒙特-马塔潘快速线的快速有轨电车服务。然而，受第二次世界大战影响，线路改造计划受阻。1926年的《运输设施改善报告》和1945年至1947年的《柯立芝委员会报告》并不建议将铁路改造成有轨电车，而是推荐将东波士顿隧道地铁延长至林恩市。
1947年，大都会交通署决定将地铁延长至林恩，1948年10月，蓝线延长线工程开工。 1952年1月，新的东部高地站、机场站和木岛站开放。

出城方向的轨道段临时施工或轨道维护期间，因为有公交换乘，东方高地站通常作为蓝线的临时终点站。1994年6月25日至1995年6月24日间，地铁蓝线现代化改造项目对比奇蒙特站、萨福克唐斯站、里维尔海滩站和梦幻之地站进行重建，东部高地站作为临时终点长达一年。

### 翻新重建

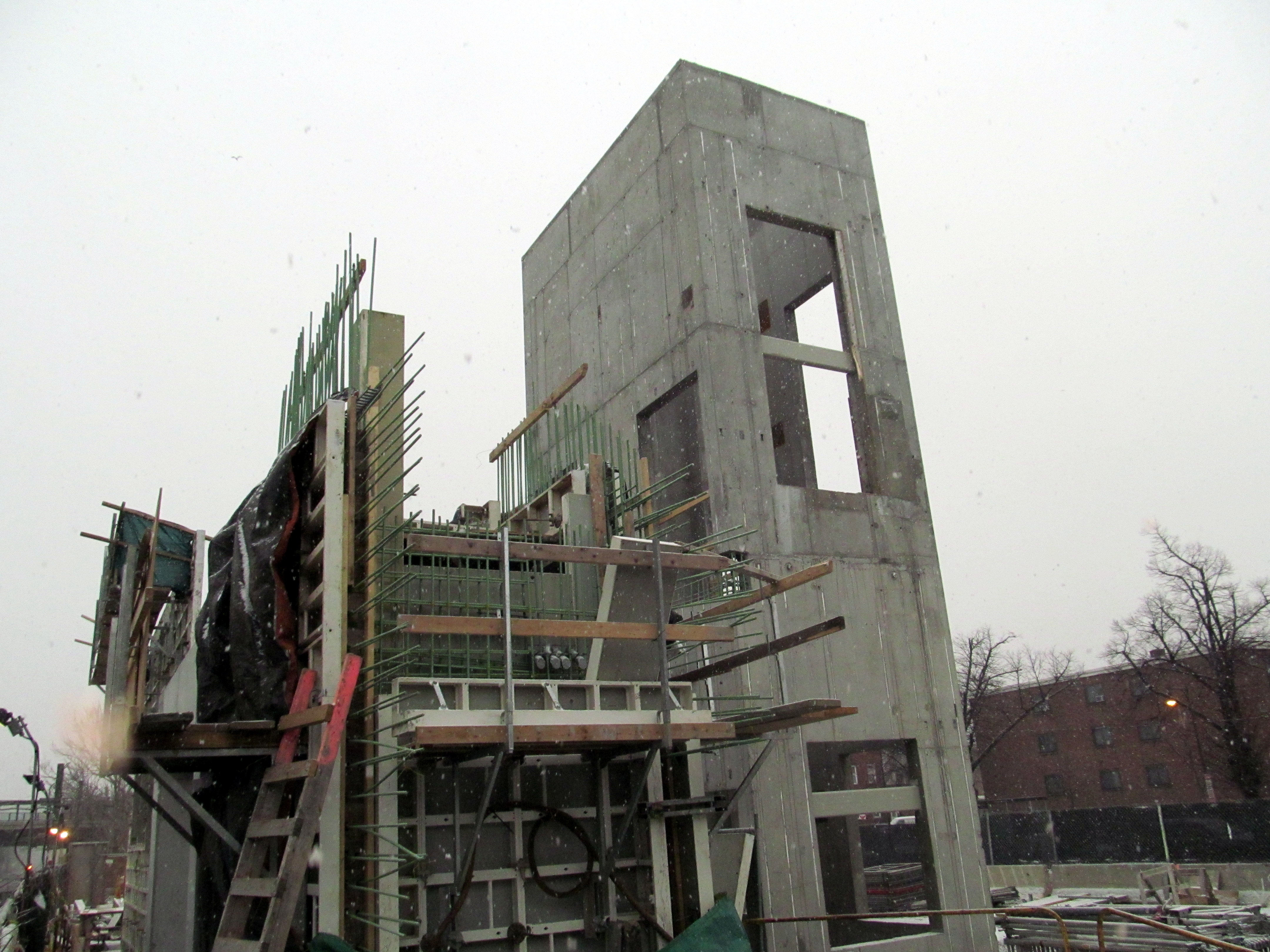
入城方向电梯井（2013年1月）

直到2012年，东部高地站是蓝线东波士顿地区车站中唯一一座非无障碍车站。也是因为这个原因，那时候的车站还保留着马萨诸塞湾交通局1967年系统线路图。车站设施老化，分崩离析，站台由2x4的木料支撑。
2011年10月5日，马萨诸塞湾交通局宣布对车站进行重建，预算为5100万美元。2012年中旬，开始对车站大部分结构拆除。 
2013年3月23日，车站关闭，车站剩余结构开始拆除，新车站开工建设。车站关闭期间，列车停靠在北部的萨福克唐斯站，并有临时摆渡车往返。

## 车站结构
| 1F | 天桥               | 过道                      |
| G  | -                  | 售票大厅、检票口          |
| G  | 侧式站台，右侧开门 |                           |
| G  | 入城               | 往保丁 （木岛）           |
| G  | 出城               | 往梦幻之地 （萨福克唐斯） |
| G  | 侧式站台，右侧开门 |                           |

## 公交换乘

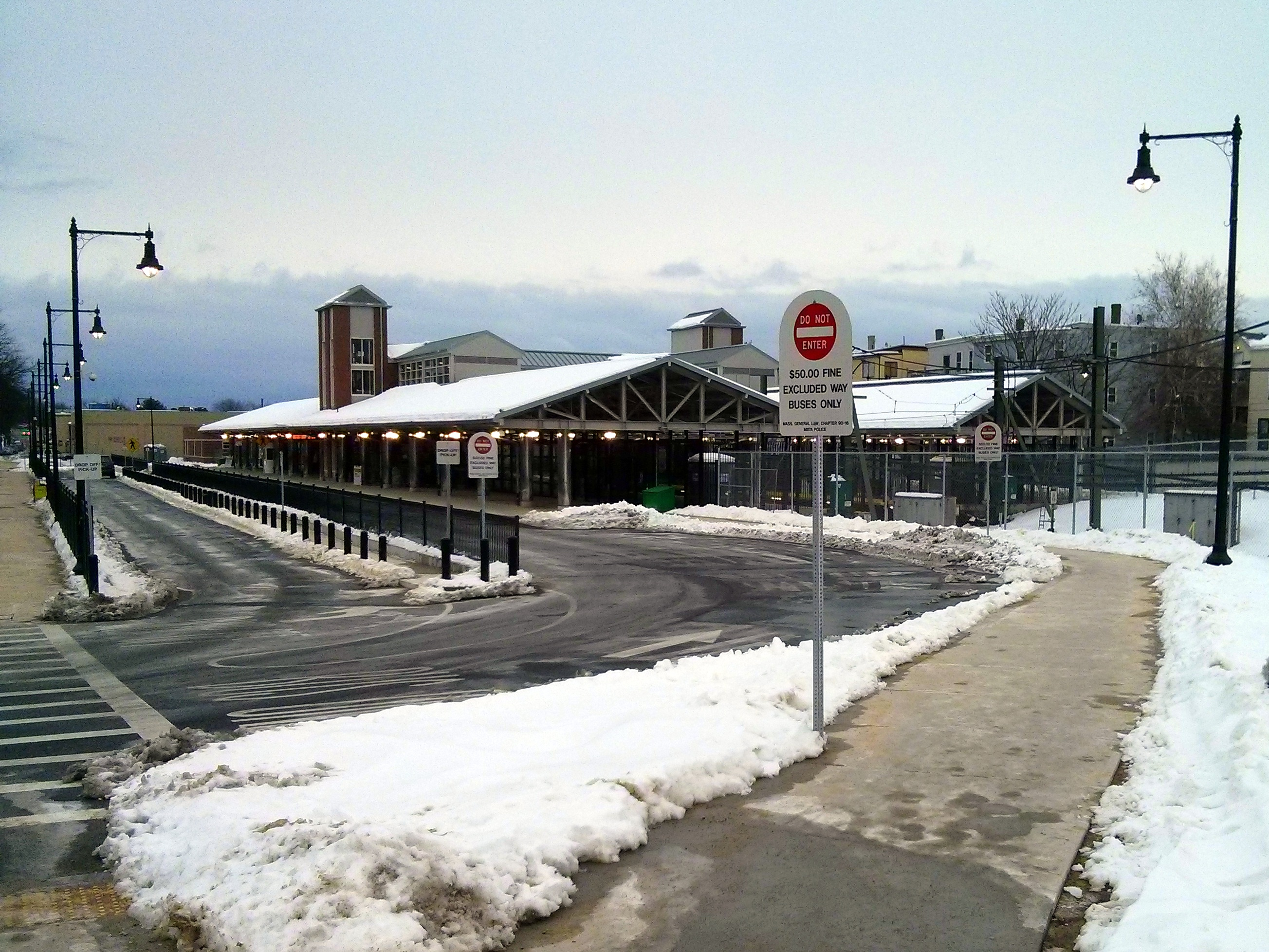
120路公交使用本宁顿街公交道

共有三条公交线路在此停靠：
- 120（英语：List of MBTA bus routes）：东部高地站 - 本宁顿街 - 杰弗里斯点 -  马维里克站
- 712（英语：List of MBTA bus routes）： 雪莉点 - 里维尔街 - 东部高地站
- 713（英语：List of MBTA bus routes）： 雪莉点 - 温思罗普中心 - 东部高地站